# 1837 a vasúti közlekedésben
Ez a szócikk a 1837-ben történt vasúti eseményeket mutatja be.

## Események Magyarországon
- Február 27. - Georg Sina építési engedélyt kér a Bécs–Bruck–Győr közötti vasútvonalra, ennek pozsonyi szárnyvonalára, valamint egy Bécsújhely–Sopron–Győr közötti vonalra.[1]